# Квинт Теренций Кулеон (трибун 58 пр.н.е.)
Квинт Теренций Кулеон (на латински: Quintus Terentius Culleo) е политик на Римската република през края на 1 век пр.н.е. Произлиза от фамилията Теренции.
Приятел е на Цицерон. През 58 пр.н.е. е народен трибун. През 43 пр.н.е. е военен при Марк Антоний.